# Dejan Udovičić
Dejan Udovičić (Beograd, 27. srpnja 1970.), bivši srbijanski vaterpolist i prvi izbornik srbijanske vaterpolske reprezentacije (2006. – 2012.). Bio je trener Partizana od 2000. do 2009. 2012./13. preuzeo je kragujevački Radnički. Dana 7. svibnja 2013. imenovan je izbornikom Sjedinjenih Američkih Država.  Na toj će dužnosti biti do Olimpijskih igara 2016. godine. Prvi nastup na izborničkom mjestu SAD-a Udovičić je imao na završnom turniru Svjetske lige od 11. do 16. lipnja 2013. 